# Jet Carrier
Jet Carrier (Verweistitel A Day Aboard a Jet Carrier) ist ein US-amerikanischer Dokumentar-Kurzfilm von Otto Lang aus dem Jahr 1954, der in zwei Kategorien für einen Oscar nominiert war.

## Inhalt

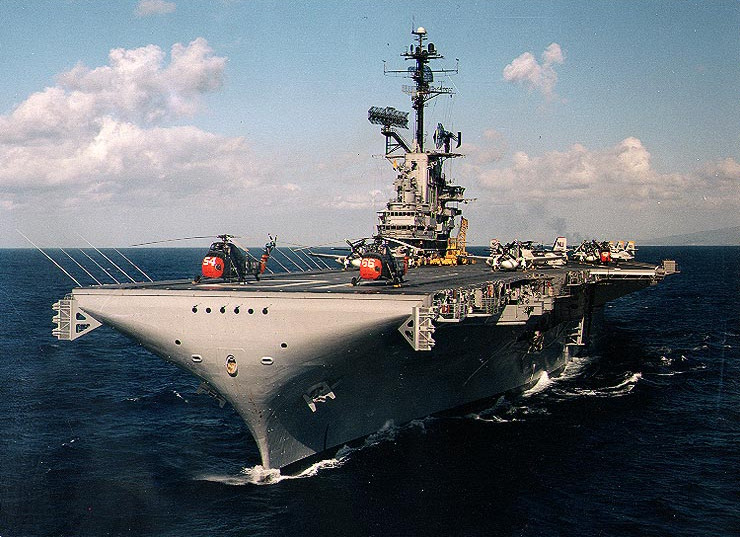
Die Yorktown nach dem zweiten Umbau

Gezeigt wird ein Tag auf dem US-amerikanischen Flugzeugträger Yorktown, der auch unter dem Namen The Fighting Lady oder The Lucky Y firmierte. Die Yorktown fuhr Einsätze während des Zweiten Weltkriegs im Pazifik. Berühmt wurde sie durch die Teilnahme an der Schlacht um die Marshallinseln, die Schlacht um die Marianen-Inseln und die Schlacht in der Philippinensee. Die Flugzeuge der Yorktown, unter ihnen auch die Jet Carrier, waren ein wichtiger Bestandteil des Flugzeugträgers und maßgeblich an Erfolgen beteiligt.

## Produktion, Veröffentlichung
Der von 20th Century Fox produzierte und vertriebene Film wurde in Technicolor erstellt und in 4-Track Stereo aufgenommen. Die Filmfirma produzierte Mitte der 1950er-Jahre eine Reihe von Kurzfilmen, die CinemaScope und den 4-Spur-Stereo-Sound vorführen sollten.
Der Film war in den USA erstmals im August 1954 zu sehen. Der Serientitel lautet: CinemaScope Specials (#9): Jet Carrier.

## Auszeichnungen
Jet Carrier war 1955 in zwei Kategorien für einen Oscar nominiert:
- a) in der Kategorie „Bester Kurzfilm (2 Filmrollen“
- b) in der Kategorie „Bester Dokumentarfilm (Kurzfilm)“

Die Trophäe ging jedoch in der Kategorie „Bester Kurzfilm“ an Denis Sanders und Terry Sanders und ihre Produktion A Time Out of War, die zur Zeit des amerikanischen Bürgerkriegs spielt und in der Kategorie „Bester Dokumentarfilm“ an die britische Produktion Thursday’s Children, die von Kindern handelt, die eine Schule für Taube besuchen.